# رزن (آلمان)
رهزن (به آلمانی: Rehsen) یک منطقهٔ مسکونی در آلمان است که در ارانینباوم-وورلیتس واقع شده‌است. رهزن ۲۶۰ نفر جمعیت دارد.